# Heroica Nogales
Heroica Nogales, meglio conosciuta come Nogales, è una città messicana, capoluogo dell'omonima municipalità. Si trova al confine settentrionale dello stato di Sonora. A nord confina con l'omonima città nell'Arizona, attraverso il confine tra Stati Uniti e Messico.

## Storia
La municipalità di Nogales, in cui l'omonima città si trova all'interno, venne istituita l'11 luglio 1884. Nogales ottenne lo status di città all'interno del comune il 1º gennaio 1920.